# ماكيما
ماكيما (باليابانية マキマ) هي شخصية خيالية من مانجا وأنمي رجل المنشار من تأليف تاتسوكي فوجيموتو.
ماكيما هي فتاة يابانية تعيش في كيوتو. كانت قائدة الفرقة الرابعة للسلامة العامة من مجموعة صائدي الشياطين. تعتبر بطل سلسلة المانجا دينجي كلباً أليفاً لها، وتقوم باستغلاله لتحقيق مصالحها الشخصية وهي جعل العالم مكانا مثاليا للعيش.

## شخصيتها
تتمتع ماكيما بشخصية قوية وباردة وغير معروفة النيات ولا ما تفكر فيه، يظهر أحيانا بأنها متعالية و تمتاز بشخصية فيها شيء من النرجسية والغرور، وتستغل نقاط ضعف أي شخص لقلب الوضع بالكامل عليه في حال كانت تتحدى شخصا ذو منصب عال، في حين تستغل ضعف تفكير بعض الأشخاص العاديين لتحقيق رغبتها الخاصة من خلالهم وذلك ما فعلته مع دينجي حيث أظهرت أنها ستوفر له مسكنا وطعاما مقابل أن يجد لها شيطان المسدس و غيرها.

## مظهرها
ماكيما فتاةٌ تبدو في العشرين من عمرها، متوسطة الطول بلون بشرة أبيض تماما وعينان صفراوان اللون حادتان قليلا. تمتاز بشعرٍ أحمر اللون فاتح مربوط إلى خلف رأسها، دوما ما يكون وجهها مبتسما ابتسامة غريبة، وترتدي ملابس عملها الرسمية وهي عبارة عن قميص أبيض فوقه معطف أسود طويل مع ربطة عنق حمراء اللون، وترتدي بنطالا أسود اللون وحذاء جلد أسود.

## منصبها السياسي والاجتماعي
ماكيما قائدة منظمة قاتلي الشياطين تحت إدارة الدولة وهي الوسيط الرئيسي بين أقطاب ومسؤولي الدولة الكبار وبين قاتلي الشياطين. فهي تمتلك سلطة كبيرة في الدولة وتعتبر المنفذ الرئيسي للقرارات الرئيسة الموضوعة من طرف الدولة مع إعطائها حرية وسلطة في إتخاذ القرارات. وبسبب شخصيتها الدبلوماسية والقوية والإدارية تحقق ماكيما نتائج مذهلة في مقامها الإداري. فهي تجيد التعامل مع مدرائها كما مع من تديرهم. وتسعى ماكيما في تعاونها مع الدولة لهدف تحقيق السلام والقضاء على الشياطين. فهي تسعى لعالم مسالم أمن تحت حكم عادل بدون فوضى ومن أجل هذا الهدف تؤمن إيمانا تاما بقول:"الغاية تبرر الوسيلة" وتطبقها في جميع نواحي وجوانب حياتها تحت سياسة غامضة كما لا يعرف الكثير عنها فدوافع ماكيما الحقيقية وماضيها غير معروف.

## نمط شخصيتها
تتمتع ماكيما بحضور قيادي وهي معروفة بذكائها الحاد وكفاءتها الوحشية إلى جانب شخصية هادئة وباردة. كما أنها تتمتع بمهارات عالية في فنون الدفاع عن النفس وقادرة على إنزال حتى أقوى الشياطين بسهولة. وإضافة الى سمعتها المخيفة، ماكيما معروفة أيضًا بطبيعتها الغامضة وقدرتها على التلاعب بمن حولها لتحقيق أهدافها. طوال حلقات الأنمي، تظل دوافع ماكيما وأهدافها غير واضحة إلى حد كبير. غالبًا ما يُنظر إليها كشخصية متلاعبة تتلاعب بأحداث القصة لصالحها، ويبدو أنها تتمتع بفهم عميق لعمل كل من عالم الشيطان والعالم البشري. وعلى الرغم من تكتيكاتها القاسية ، إلا أن ماكيما تهدف في النهاية إلى حماية الجنس البشري من تهديد الشيطان ، وستفعل كل ما يلزم لتحقيق هذا الهدف.
قتالها مع دينجي
يجد دينجي نفسه في موقف حرج حين يرى صديقه أكي هاياكوا قد تحول إلى شيطان المسدس الذي لطالما احتقره وبغضه، كان شيئا غريبا جدا وغير قابل للتصديق، وحين لم يجد دينجي خيارا آخر بسبب محاولات أكي لقتله بتفكير ودون وعي باستمرار، قتل دينجي صديقه أكي، وهذا سبّب له حزنا لا يطاق، عندها اتجه حزينا إلى منزله وبقي هناك لأيام كئيبًا ومهموما، وأغلق على نفسه لكنه خرج فيما بعد واتجه إلى مسكن ماكيما، وحين وصل إلى هناك وجد عندها الكثير من الكلاب، جلس عندها ورأها تطعم كلابها، وكانت الدهشة واضحة من ملامح وجهها حين رأته حزينا على غير عادته، لذا قالت له أن يخبرها ما جرى، وحين أخبرها ابتسمت وقالت له: إذن لقد قتلت شيطان المسدس؟ وحين أجابها بنعم ذكّرته باتفاقهما وهو أن حين ينتصر على شيطان المسدس ستلبّي له أي شيء يريده، وحين تذكر ذلك قال لها بأنه يريد أن يصبح كلبا لها، قال ذلك بكل احتقار لنفسه، فوافقت وقالت له أن الكلاب تطيع مالكيها لذا سيطيعها هو، فوافق بصوت يشبه النباح، ثم فكر أن هذا هو الشيء المقدر له والذي من المفترض أن يحدث له، هذا هو مصيره، حتى سمع صوت طرقات الباب، وقبل أن يجيب على الباب قالت ماكيما له بهدوء أن من في الباب هي باور زميلة دينجي، وطلبت منه أن يقوم بقتلها، لم يكن دينجي منتبها جيدا لهذا الجزء لذا تجاهل ما قالته وفتح الباب مباشرة مبتسما، ووجد هناك باور في يدها كعكة وتهنئه بمناسبة عيد ميلاده، وتذكر أنه بالفعل اليوم هو يوم عيد ميلاده ولكن قبل أن يفكر حتى خرجت ماكيما وأشارت على باور بإصبعها وأطلقت عليها النار منه، شاهد دينجي جسد باور يتقطع لأجزاء ويتناثر على الأرض وهو يتعرق ولا يفهم ما يجري الآن بالتحديد.